# Arbogast
Flavi Arbogast (en llatí: Flavius Arbogastes) era un militar d'origen franc, mestre dels soldats i protector de Valentinià II.
No es coneix gaire la seva vida, excepte la seva carrera com a mestre dels soldats de l'Imperi Romà d'Occident, càrrec al qual va accedir a la mort del seu pare l'any 385, que també l'exercia. Teodosi I el va nomenar l'any 388 quan va morir l'emperador Magne Màxim.
Després de la mort de Valentinià II el 15 de maig del 392, es va buscar un nou dirigent per l'Imperi Occidental. El 22 d'agost d'aquell any, Arbogast, amb el suport del senat de Roma, va fer ascendir al tron imperial a Eugeni, un retòric i mestre de gramàtica que havia estat alt funcionari amb Valentinià. Sostenia la tolerància entre les diverses creences religioses. Però Teodosi havia nomenat successor de la part occidental de l'Imperi al seu fill Flavi Honori, que tenia potser uns onze anys. Després de molts esforços, Arbogast no va aconseguir convèncer l'emperador ni consolidar la seva aposta per Eugeni, i va esclatar la guerra.
El 5 de setembre de l'any 394, Teodosi va atacar l'exèrcit d'Arbogast i es van enfrontar a la vora d'Aquileia, en un combat conegut per la batalla del Frígid. La batalla va durar dos dies, on els dos bàndols van perdre molts homes. El primer dia, Arbogast, que era molt bon estrateg, va vèncer sense dificultats. Però el segon dia, la traïció de les tropes auxiliars i l'acció d'un huracà, va portar la desbandada a les seves tropes. Veient-se perdut, Arbogast es va suïcidar, i l'emperador Eugeni també va morir al camp de batalla el mateix dia.
Es va creure ja en aquell temps que Arbogast havia assassinat Valentinià II, però en un judici que hi va haver es va determinar que s'havia suïcidat. Hi havia hagut llargues disputes entre Valentinià i Arbogast pel control de l'Imperi romà Occidental. Sembla que aquests rumors d'assassinat van ser divulgats per Teodosi I per a justificar un atac al sector occidental de l'Imperi. Els historiadors posteriors donen d'Arbogast una imatge molt negativa. L'historiador Sòcrates Escolàstic diu d'ell que era autoritari, pagà, germànic, usurpador i vençut.